# Rajae Maouane

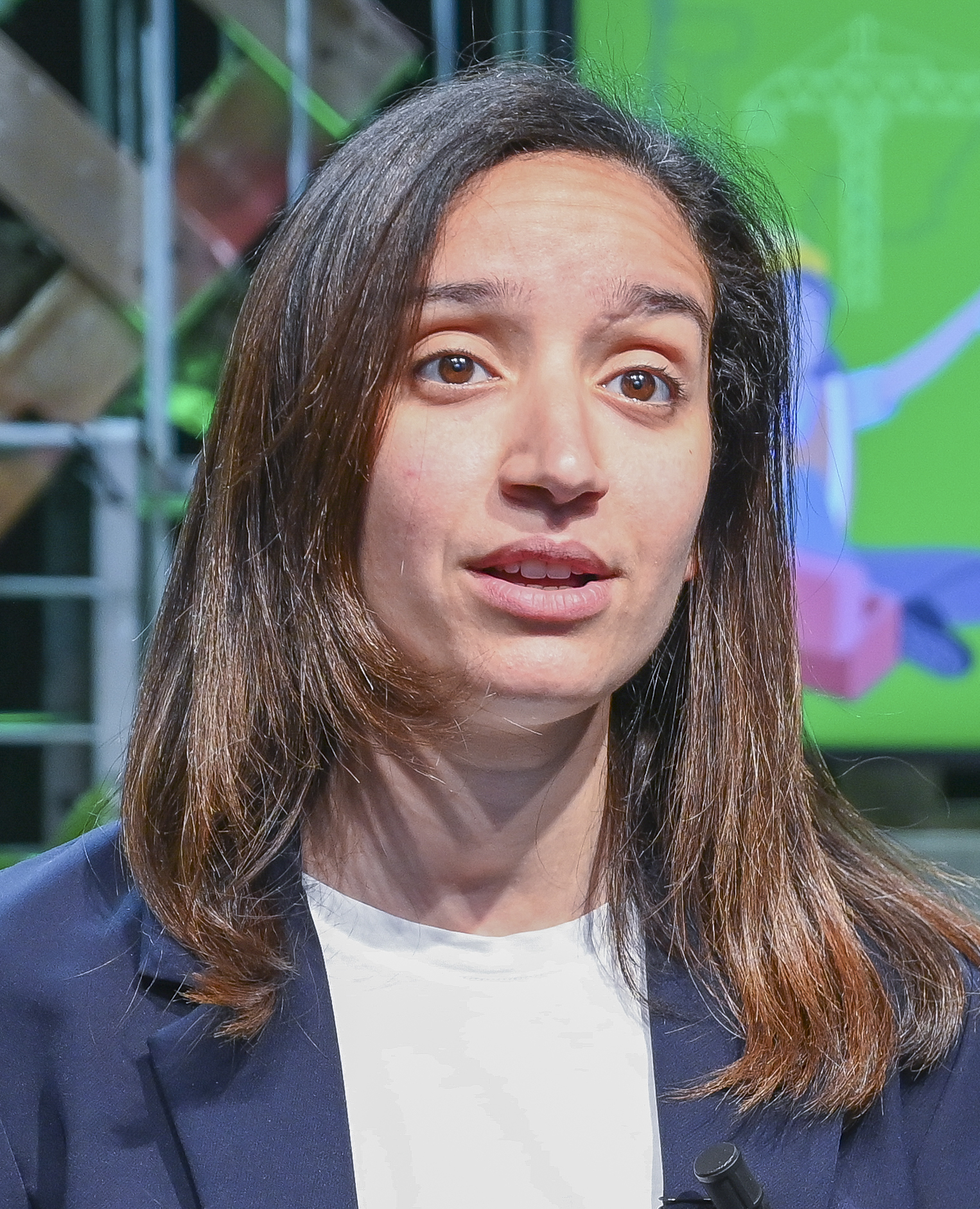
Rajae Maouane in 2021

Rajae Maouane (Ukkel, 3 juli 1989) is een Belgisch politica voor Ecolo.

## Levensloop
Maouane groeide op in een gezin van Marokkaanse afkomst. Ze ging naar de middelbare school in Laken en studeerde daarna communicatie en journalistiek aan de Franstalige hogeschool ISFSC tussen 2009 en 2012. Tijdens haar studies werd ze actief bij Ecolo.
Tijdens haar studiecursus werd ze in 2010 stagiaire bij het satirische blad Pan en in 2011 adjunct-persattaché en assistent-projectleider bij de MIVB. Nadat ze gediplomeerd werd, werkte ze enkele maanden als assistente op de persdienst van Ecolo. Van 2013 tot 2018 was ze politiek adviseur en woordvoerster van Sarah Turine, schepen van Sint-Jans-Molenbeek.
Van 2013 tot 2015 was Maouane politiek secretaris van de Ecolo-afdeling in Molenbeek. Ook was ze van 2016 tot 2019 co-voorzitster van de regionale Brusselse afdeling van de partij.
In december 2018 werd ze gemeenteraadslid van Sint-Jans-Molenbeek. In juni 2023 nam ze ontslag uit dat mandaat naar aanleiding van haar verhuis naar Brussel. Daar werd ze in oktober 2024 verkozen tot gemeenteraadslid.
Bij de verkiezingen van mei 2019 werd Rajae Maouane verkozen tot lid van het Brussels Hoofdstedelijk Parlement, waarna ze tevens afgevaardigd werd naar het Parlement van de Franse Gemeenschap. In augustus 2019 stelde ze zich samen met Jean-Marc Nollet kandidaat als co-voorzitster van Ecolo. Als enige kandidaten werden Nollet en Maouane op 15 september 2019 met 92 procent van de stemmen verkozen tot partijvoorzitters. Als gevolg hiervan nam ze ontslag uit haar parlementaire mandaten.
Maouane werd bij de federale verkiezingen van juni 2024 lijsttrekker voor Ecolo in de kieskring Brussel-Hoofdstad. Ze werd verkozen in de Kamer van volksvertegenwoordigers, maar omdat haar partij bij de verkiezingen een zware terugval kende, besloten zij en Nollet daags nadien ontslag te nemen als covoorzitters van Ecolo. Op 13 juli 2024 werden Samuel Cogolati en Marie Lecocq verkozen als hun opvolgers. Maouane bleef wel in de Kamer zetelen en werd er lid van de commissie Buitenlandse Betrekkingen.